# Nancy Boyle
Nancy Boyle (* 3. Februar 1932) ist eine australische Leichtathletin, die in den späten 1950er Jahren als Sprinterin in Erscheinung trat.
Sie durfte sich als dritte Läuferin in die Liste der offiziellen Weltrekorde über 400 m eintragen, als sie am 24. Februar 1957 in Sydney die Yards-Strecke in 56,3 Sekunden lief und den bisherigen Weltrekord, gehalten von ihrer Landsfrau Marlene Mathews (6. Januar 1957) und der Neuseeländerin Marise Chamberlain (16. Februar 1957), um 0,7 Sekunden unterbot. Sie verlor diesen Weltrekord jedoch schon knapp drei Monate später an die für die Sowjetunion startende Polina Lazarewa, die ihn auf 56,2 s verbesserte.
In Wirklichkeit war bereits 25 (!) Jahre vorher eine Läuferin erstmals unter 57 Sekunden geblieben: Im Jahr 1932 erzielte die Britin Nellie Halstead 56,8 s, und im Jahr 1951 war Soja Petrowa aus der Sowjetunion mit 56,0 s bereits 3 Zehntel schneller als Nancy Boyle. 1955 blieb die Weißrussin Marija Itkina sogar als erste Frau der Welt unter 54 Sekunden (53,9). Aber diese Fabelzeiten wurden aus formalen Gründen nie offiziell anerkannt.
Über 220 yds platzierte sie sich 1956, 1958 und 1960 jeweils als Vierte. Über 100 yds wurde sie 1956 Fünfte, in den folgenden Jahren kam sie nicht in den Endlauf. An den Olympischen Spielen im heimatlichen Australien nahm sie ebenso wenig teil wie an den Commonwealth Games jener Jahre, auch nicht als Staffelläuferin.
Nancy Boyle ist die Mutter des Australian-Football-Spielers Stephen Boyle (* 1953) und Großmutter des Australian-Football-Spielers Tim Boyle (* 1984).